# Владыкин, Антон Григорьевич
Анто́н Григо́рьвич Влады́кин (1757, Астраханская губерния, Российская империя — 1812, Санкт-Петербург, Российская империя) — российский учёный-востоковед, синолог, переводчик, участвовавший в седьмой Русской духовной миссии в Китае.

## Биография
Антон Владыкин родился в калмыцкой семье в 1757 году. Оставшись сиротой во время переселения калмыков в 1771 году в Джунгарию, Антон Владыкин был передан в приютский дом в Астрахани, где его крестили.
В 1775 году он поступил в семинарию Сергиево-Троицкой лавры. В 1780 году он вместе с Иваном Филоновым был определён в 7 Пекинскую духовную миссию, где он был должен изучать китайский язык и историю Китая. В Китае Антон Владыкин провёл 14 лет. Находясь в Пекине, Антон Владыкин начал составлять «Маньчжурско-китайско-русский словарь», который был закончен в Санкт-Петербурге в 1808 году. Вернувшись в Россию в 1794 году, он работал переводчиком в Коллегии иностранных дел. В 1798 году Антон Владыкин открыл в Санкт-Петербурге школу переводчиков при Коллегии иностранных дел.
В 1806 году правительство Александра I отправило в Китай посольство во главе с графом Юрием Александровичем Головкиным. В этом посольстве Антон Владыкин был назначен переводчиком. Осенью 1806 года посольство прибыло в Ургу, где китайский наместник потребовал от графа Юрия Александровича Головкина унизительных для посла высшего ранга правил китайского церемониала. Посольство вернулось в Россию, не дойдя границ Китая.

## Сочинения
Сочинения Антона Владыкина не издавались и сегодня хранятся в различных архивах.
- Древняя история мунгалов;
- Маньчжурско-китайско-русский словарь;
- Краткий летописец китайских царей, архив СПб Ф ИВ РАН
- Маньчжурская азбука в пользу российского юношества, № 691 отдел рукописей РНБ;
- Маньчжурская грамматика для российского юношества, № 691 отдел рукописей РНБ;
- Маньчжурский лексикон, фонд 88 № 2 архив СПб Ф ИВ РАН;
- Словарь китайский с маньчжурским, фонд 88 № 2,4,7 архив СПБ Ф ИВ РАН;
- Указы китайских царей древних и новейших, переведённые с китайского и маньчжурского языков, фонд 88 № 6 архив СПб Ф ИВ РАН